# Вулиця Левицького (Львів)
Ву́лиця Ко́стя Леви́цького — вулиця у Личаківському районі міста Львова. Прямує від вулиці Івана Франка на південний схід до вулиць Погулянка та Вахнянина, утворюючи перехрестя з вулицями Тершаковців, Дороша, Вагилевича, Рильського, Студентською та Мечникова. Прилучаються вулиці: Гулака-Артемовського, Кльоновича, Кониського, Палія, Конопницької, Романчука, Дніпровська, Івасюка, Коциловського.

## Історія
У першій половині XIX століття сучасними вулицями Левицького та Франка проходила межа між Галицьким та Личаківським передмістями Львова.
Вулиця виникла на місці дороги, що була прокладена вздовж потоку під назвою Пасіка. Пасіка, на той час, витікала з ярів на Погулянці і разом із потоком Сорока утворювала Полтву. В місці, де тепер до Левицького примикає вулиця Кониського, до Пасіки впадав ще один потік із Вороблячого ставу, що в саду монастиря Сакраменток.
Притоки Полтви розливались і утворювали численні болота. Через це вулиця в середній частині була майже не заселена. Будівельний бум почався у 1880-х роках. Поступово потік Пасіка був схований під землею і перетворений на каналізацію. Так на місці колишньої річки з'явилась алея, засаджена деревами. Від 1908 до 1963 року віддаленою від центу міста частиною вулиці курсували трамваї: маршрут № 3 і № 8, котрі проходили по Зеленій, Дніпровській, Левицького і повертали на вулицю Мечникова.

## Назва
Перша назва «На Рурах», або «Рури», походить з XVII століття. Від тогочасного слова Рура — труба. Цією дорогою з джерела Прибило на Погулянці до міста проходив водогін, вперше прокладений у 1404—1407 роках міським будівничим Петром Штехером. У 1885 році вулицю названо на честь польського поета епохи Відродження Яна Кохановського (1530—1584). Наприкінці XIX століття початок вулиці отримав назву «Кручені Стовпи» (пол. Kręcone Słupy) завдяки будинкові під номером 1, котрий мав наріжний портал із закрученими колонами. Під час німецької окупації у 1941 році назву змінено на Брайтеґассе (нім. Breitegasse — широка вулиця). У 1944 році повернена передвоєнна назва — вулиця Кохановського. 1950 року вулицю перейменовано на честь радянського поета Володимира Маяковського. 1992 року вулицю перейменовано на честь Костя Левицького (1859—1941) — українського громадського та політичного діяча, голови уряду ЗУНР, який наприкінці XIX — початку XX століть був власником будинку № 34 на цій вулиці.

## Опис
Вулиця розташована у південно-східній частині колишнього передмістя Львова. Довжина — 1450 м. Від парної сторони відгалужуються вулиці Семена Палія, Конопницької, Романчука, Дороша, Вагилевича, Дніпровська, Івасюка, Студентська, Коциловського. Від непарної — Кльоновича, Кониського, Тершаковців, Рильського, Мечнікова, Вахнянина.
Рух транспорту односторонній у напрямку до центру (до перехрестя із вул. Франка). Кількість смуг для руху — 2, перед перехрестям із вул. Франка створена додаткова (третя) смуга для руху. На останній ділянці вулиці, від перехрестя з вул. Мечникова, до переходу у Вахнянина — двостороння. По непарній стороні цієї ділянки влаштовано двосторонній рух трамваю (маршрут № 7), що прямує за маршрутом Вахнянина (кінцева) — Левицького — Мечникова і далі — до кінцевої на вул. Шевченка. Більшість вулиць, що примикають до Левицького, з одностороннім рухом. Тобто в'їзд на деякі з них з Левицького заборонений, а саме на: Палія, Романчука, Вагилевича, Івасюка, Студентську, Погулянку.

## Забудова

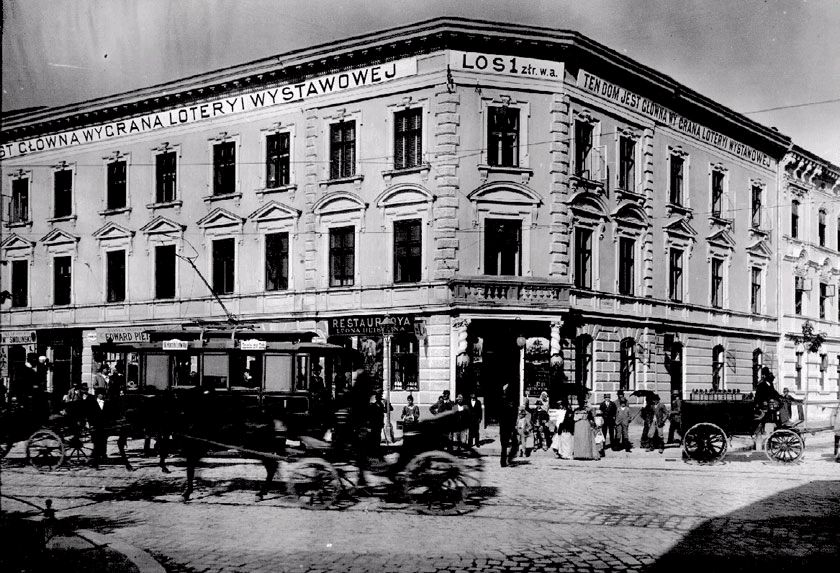
№ 1, розібраний до 1911 року. На фасаді оголошення про те, що будинок є першим призом лотереї

Личаківська районна адміністрація

Більшість будинків на вулиці Левицького внесені до Реєстру пам'яток архітектури місцевого значення.

### З непарного боку вулиці
№ 1 — чотириповерховий будинок (інша адреса — вул. Івана Франка, 17) із романськими та готичними елементами фасаду збудовано 1911 року на розі з вулицею Івана Франка за проєктом архітектора Саломона Рімера. Характерний архітектурний елемент — кручені колони наріжного порталу. Попередній будинок, що стояв на цьому місці, мав колони того ж типу. Відомо, що кам'яниця була головним виграшем у лотереї, влаштованій з нагоди Загальної Крайової виставки 1894 року. Тут також мешкала видатна польська письменниця Марія Конопницька. Перша згадка про будинок із «крученими стовпами» (ймовірно найстарший із попередників) датується 1785 роком. Нині на першому поверсі будинку міститься відділення «Ощадбанку» № 10013/0301.
№ 5 — триповерховий, житловий будинок (колишня адреса — вул. Кохановського, 5), на розі сучасних вулиць Левицького та Гулака-Артемовського споруджений 1893 року за проєктом архітекторів Якуба Соломона Кроха та Маврикія Зильберштайна. Нині на першому поверсі будинку містяться крамниці «Саксофоно», «Трактор» (взуття), «Інтрига» та «Солодощі України», а у житловій частині одну з квартир першого поверху займає юридична компанія «Мицик і партнери».
№ 7 — триповерховий, житловий будинок (колишня адреса — вул. Кохановського, 7), на розі вулиць Левицького та Кльоновича споруджений за проєктом архітекторів Якуб Соломона Кроха та Маврикія Зильберштайна. Проєкт був затверджений магістратом 10 вересня 1893 року, а за два дні магістрат дає дозвіл власнику будинку Абрагаму Бошвітцу на реконструкцію житлового приміщення першого поверху від магазин, а також на облаштування нової вітрини згідно подання від 20 липня 1910 року. 31 грудня 1910 року магістрат надає дозвіл Абрагаму Бошвітцу на реконструкцію його будинку (влаштування лазничок на другому та третьому поверхах). У 1910-х роках в будинку мешкали професор реальної школи Юзеф Грюнберг, старший радник намісництва з будівництва Францішек Патлевич. Нині будинок використовується як житловий). На першому поверсі наприкінці 2000-років розташовані магазини «Лікувальна косметика. Засоби гігієни. Супутні товари», «Госптовари», «Візаж». Нині тут ательє, крамниця «Симпатюля» та відділення № 10 «Нової пошти».
№ 9 — житловий будинок (колишня адреса — вул. Кохановського, 11) збудований 1893 року за проєктом архітектора Вінцента Равського-молодшого.
№ 11, 11а, 15. Кам'яниця Атляса — зблокований житловий будинок, що складається з трьох кам'яниць (нині кожна кам'яниця має окремий номер, серед яких умисно уникнуто тринадцятого номера), збудований у 1911—1912 роках за проєктом архітекторів Фердинанда Касслера та Валерія Шульмана у стилі модерну, на замовлення заможних власників Нарбута і Пауліни Атляс та Марії з Бєйковських Ульмової. Скульптурне оздоблення виконав Францішек Томаш Бєрнат. Напередодні Першої світової війни у будинку № 11а певний час мешкав художник Микола Івасюк. У будинку № 15 останні роки свого життя провів архітектор-урбаніст та мистецтвознавець Ігнатій Дрекслер. У 1910-х роках в будинку містилася крамниця та майстерня з ремонту взуття Яна Павлишина (філія містилася в будинку на площі Ринок, 18). Будинок внесений до Реєстру пам'яток архітектури місцевого значення під охоронними № 171-м, 172-м та 174-м відповідно.
№ 17 — наріжний будинок на розі з вулицею Кониського збудований у 1892—1893 роках за проєктом архітектора Анджея Ґоломба. У 1910-х роках власником будинку був Юзеф Скарбек.
№ 19 — колишній будинок римо-католицької капітули. Над класистичним порталом фасаду зберігся барельєф 1940-х років, який сповіщає, що тут була установа з красномовною назвою «Главсахар» Народного комісаріату харчової промисловості СРСР. Нині одне з приміщень першого поверху займає аптечна крамниця мережі аптек «D.S.».
№ 21, 21а — зблокований житловий будинок, що складається з двох триповерхових кам'яниць, збудованих 1905 року за проєктом архітектора Тадея Обмінського на замовлення Йозефа Свободи. Особливу увагу привертають сецесійні грати на балконах у вигляді букетів квітів. В будинку мешкав директор фірми «Singer» Зигмунт Роттерсман. Будинок внесений до Реєстру пам'яток архітектури місцевого значення під охоронним № 175-м. У 2021 році відреставровані двері-віяло будинку№ 21 — це внутрішні двері під'їзду, які можуть відчинятися в обидва боки. Двері відновили в рамках міської програми співфінансування, яку координує Бюро спадщини управління охорони історичного середовища.
№ 23 — двоповерховий будинок (колишня адреса — вул. На Рурах, 7а, пізніше — Кохановського, 23), збудований 1888 року у стилі сецесії за проєктом архітектора Владислава Ґодовського для власних потреб. На підставі будівельних приписів, того ж року архітектор визначив регуляційну лінію від вулиці Кохановського, у межах якої встановив оздобну огорожу на підмурівку за власним розробленим проєктом, а через потік Пасіку — дерев'яний місток. 1 квітня 1896 року Владислав Ґодовський продав цей будинок подружжю Кароля та Гелені Грубим. Того ж 1896 року нові власники замовили проєкт на влаштування хвіртки та пересунення в'їзної брами у набутій реальності. Проєкт розробив архітектор Міхал Ковальчук. У січні 1897 року нові власники звернулися до магістрату з проханням долучити до їхньої реальности частину дорожньої парцелі. 1901 року Грубі зобов'язалися покрити кошти під'єднання будинку, що має два помешкання, дві виходки та дві кухні, до міського водогону. Роботи були покладені на інженера-інсталятора (сантехніка) Владислава Нємекшу. Після смерти Кароля Грубого у січні 1905 року, будинок перейшов у спадок його неповнолітнього сина Якуба-Яна Грубого. Приміщення будинку Грубі здавали в оренду. Зокрема 1904 року приміщення винаймало польське товариство мисливців імені святого Губерта, 1906 року — радник Кіндзерський. Серед відзначених в Адресних книжках винаймачів в цьому будинку у 1909—1910 роках мешкали: старший радник Вищого крайового суду доктор Кароль Абанкорт та вчителька народної міської школи доктор Софія Абанкорт, радник Намісництва Ян Чежовський.
1911 року будинок викупила менонітська громада «Керниця—Львів». У набутому будинку меноніти облаштували зал для відправ, канцелярію та помешкання для душпастиря. Також була облаштована бурса для студентів-менонітів. Відправи у залі відбувалися один раз на місяць, один раз на рік відбувалися обряди хрещення та причастя. 1923 року львівська менонітська громада отримала від магістрату дозвіл на надбудову одним поверхом існуючого двоповерхового будинку, на що був розроблений відповідний проєкт. Реконструкція будинку завершилася влітку 1925 року. Надбудова складалася з чотирьох покоїв, двох туалетів та невеличкої лазні. На піддашші було облаштоване складське приміщення. У 1944 році в будинку містився штаб польського постання під час операції Буря[джерело?]. 
З приходом радянської окупаційної влади, після виселення менонітів до Німеччини, будинок львівської громади менонітів був націоналізований та пристосований під житло. У 2000—2016 роках будинок перебував у приватній власності родини Доскічів. 2016 року будинок викупила Львівська міська рада з метою реконструкції його під готель. Наказом Міністерства культури № 1270 від 4 березня 2020 року будинок внесений до Реєстру пам'яток місцевого значення міста Львова. На партері містилися помешкання, на другому поверсі була облаштована велика молитовна зала. Будинок внесений до Реєстру пам'яток архітектури місцевого значення під охоронним № 2988-м.
№ 25, 25а — з кінця XVIII століття й до 1890-х років на місці сучасного будинку № 25 існував невеликий житловий будинок, що мав адресу — вулиця На Рурах, 9. Упродовж 1860-х—1893 років його власниками почергово були барон Генрик Лєвартовський, Францішек Ґлодзінський, Галицький кредитний банк. 
У 1893 році ділянку придбали Марія з Качковських та Чеслав Козловєцький — подружжя заможних землевласників з Гути-Коморовської. Того ж року Марія Козловєцька замовила проєкт у львівського архітектора Вінцента Равського-молодшого. 10 червня 1893 року магістрат затвердив проєкт вілли і комплексу та надав дозвіл на її будівництво. Старий будинок на цій ділянці розібрали й 20 вересня 1894 року на цьому місці постала розкішна вілла у стилі французького необароко з мотивами мальовничого історизму. Вілла була різноповерхова, асиметрична, багато декорована, оточена садом. Від вулиці ділянка також отримала огорожу із мурованими стовпами та кованими штахетами, брамою і хвірткою. Також у комплексі була зведена необарокова будівля зі сторожівкою, просторою возівнею та стайнею на чотирьох коней. 1895 року з тилу вілли прибудували приміщення фотолабораторії. Проєкт розробив також Вінцент Равський-молодший. Новозбудована вілла мала адресу — вулиця Кохановського, 9.
1904 року Марія Козловєцька продала віллу Дзіковським: Альфред був заможним купцем, виробником зброї, членом Львівської міської ради та його дружині Гелені. Близько 1910 року будинку присвоєний сучасний № 25. У 1913—1914 роках новим власником вілли вже був Бернард Йонас. У 1928—1935 роках ділянка була у власності польсько-американської торгової спілки «Southern Trade» з Варшави. У березні 1928—серпні 1929 років нові власники перебудували колишню стайню на житло, де облаштували дві квартири. Представником організації, який займався перебудовою, був Міхал Косьмідерський, а будівництво здійснювала фірма будівельного підприємця Яна Висоцького. У 1937 році вілла та решта забудови ділянки були розібрані.
На місці розібраної вілли у 1937—1938 роках за проєктом архітектора Фердинанда Касслера споруджений у стилі функціоналізму п'ятиповерховий житловий будинок на два під'їзди, яким присвоєно окремі № 25 та № 25а відповідно. На фасаді будинку типові для стилю прямокутні отиньковані плити та великий висунутий ризаліт. Вхідні двері зроблені з дерева, оздоблені блискучою нікельованою сталлю. В дверях ще збереглося автентичне скло. Вхід до під'їзду повністю облицьований алебастром. На стелі видніється все, що залишилося від плафона. Поручні сходових маршів теж оздоблені деревом і алебастром. Сходові клітки підкреслені вертикальними стрічковими вікнами. До помешкань провадили ліфти, оздоблені шляхетним деревом, кришталевими шибами та великими люстрами. Нині ліфти не працюють. Збоку двері до комори, де зберігали приладдя для прибирання під'їзду. Сходовий марш вилитий з бетону. На міжсходових майданчиках бетон оздоблений геометричними узорами, кольори яких ідеально поєднуються з дерев'яними та алебастровими поручнями. В під'їзді ще збереглися оригінальні двері до квартир. Квартири були величезні і просторі та містили від трьох до п'яти кімнат, а площа кожного з помешкань була від 60 до 150 м². У будинку на той час було найсучасніше обладнання. Модернова система вентиляції та обігріву помешкань. В під'їзді ще збереглися старі батареї, які ще й досі працюють. Був в будинку і централізований електричний порохотяг, який розходився по будинку вмонтованими в стіну трубками, до яких підключалися в квартирах. Будинок внесений до Реєстру пам'яток архітектури місцевого значення під охоронним № 177-м. У 2021 році в межах програми «100 років модернізму у Львові» Бюро спадщини ознакувало будинок інформаційною табличкою.
№ 27 — у цьому будинку наприкінці травня 1944 року перебував командний пункт обводу № 3 польської Армії Крайової під командуванням генерала Владислава Філіпковського. Будинок внесений до Реєстру пам'яток архітектури місцевого значення під охоронним № 178-м.
№ 45 — у будинку працює відділення «Ощадбанку» № 10013/0309. 12 липня 2020 року на фасаді будинку відкрили пам'ятну таблицю Ришарду Сівцю (1909—1968). У міжвоєнний період він мешкав у цьому будинку під час навчання у Львівському університеті, згодом переїхав до Перемишля. Ришард Сівець вчинив акт самоспалення 8 вересня 1968 року на стадіоні Десятиліття у Варшаві, що було актом спротиву вторгненню радянських військ та військ країн Варшавського договору до Чехословаччини, що розпочалося у ніч проти 21 серпня 1968 року. Помер від опіків 12 вересня у варшавській лікарні.
№ 47 — житловий будинок, внесений до Реєстру пам'яток архітектури місцевого значення під охоронним № 2159-м.
№ 57 — житловий будинок, збудований 1908 року за проєктом архітектора Тадея Обмінського.
№ 67, 69, 71, 73, 75, 77, 77а — на ділянці (колишня адреса — вул. Кохановського, 33), де розташовані будинки початково знаходилася давня фабрика Авґуста Шумана. У 1881 році тут була створена Цісарсько-королівська Ветеринарна школа зі школою кування коней з клінікою-стаціонаром для тварин у Львові, що була на той час єдиною такого профілю у Східній Європі та користувалася неабияким попитом у студентів, вихідців з Чехії, Хорватії, Сербії та Болгарії.
Головний корпус навчального закладу тоді розташовувався у будинку, збудованому у 1892 році за проєктом архітектора С. Ріжека. Крім головного корпусу на ділянці ветеринарної школи (пізніше — академія) ще 1875 року споруджена будівля просекторіуму та шпиталю інфекційних хвороб, за проєктом архітектора Теофіля Барановського, а також інші допоміжні будинки, зокрема, шпиталь для собак та стайня для коней; кузня та приміщення сторожа. На початку XX століття тут також містилася редакція часопису «Огляд Ветеринарський», якою керував професор ветеринарної школи Станіслав Круліковський, а ректором Цісарсько-королівської ветеринарної академії був доцент Львівського університету, професор, доктор медицини Юзеф Шпільман. У 1921—1927 роках у цьому будинку працював видатний український вчений, доктор медицини, професор Вацлав Морачевський. З цієї нагоди 30 вересня 1997 року на фасаді старшого (колишнього головного) корпусу відкрито меморіальну таблицю науковцю, авторства скульптора Ярослава Мотики. Нині в приміщеннях містяться старі навчальні корпуси ЛНУ ветеринарної медицини та біотехнологій імені С. Гжицького, прохід до яких здійснюється біля будівлі Личаківської РДА м. Львова, що на вул. Левицького, 67. 

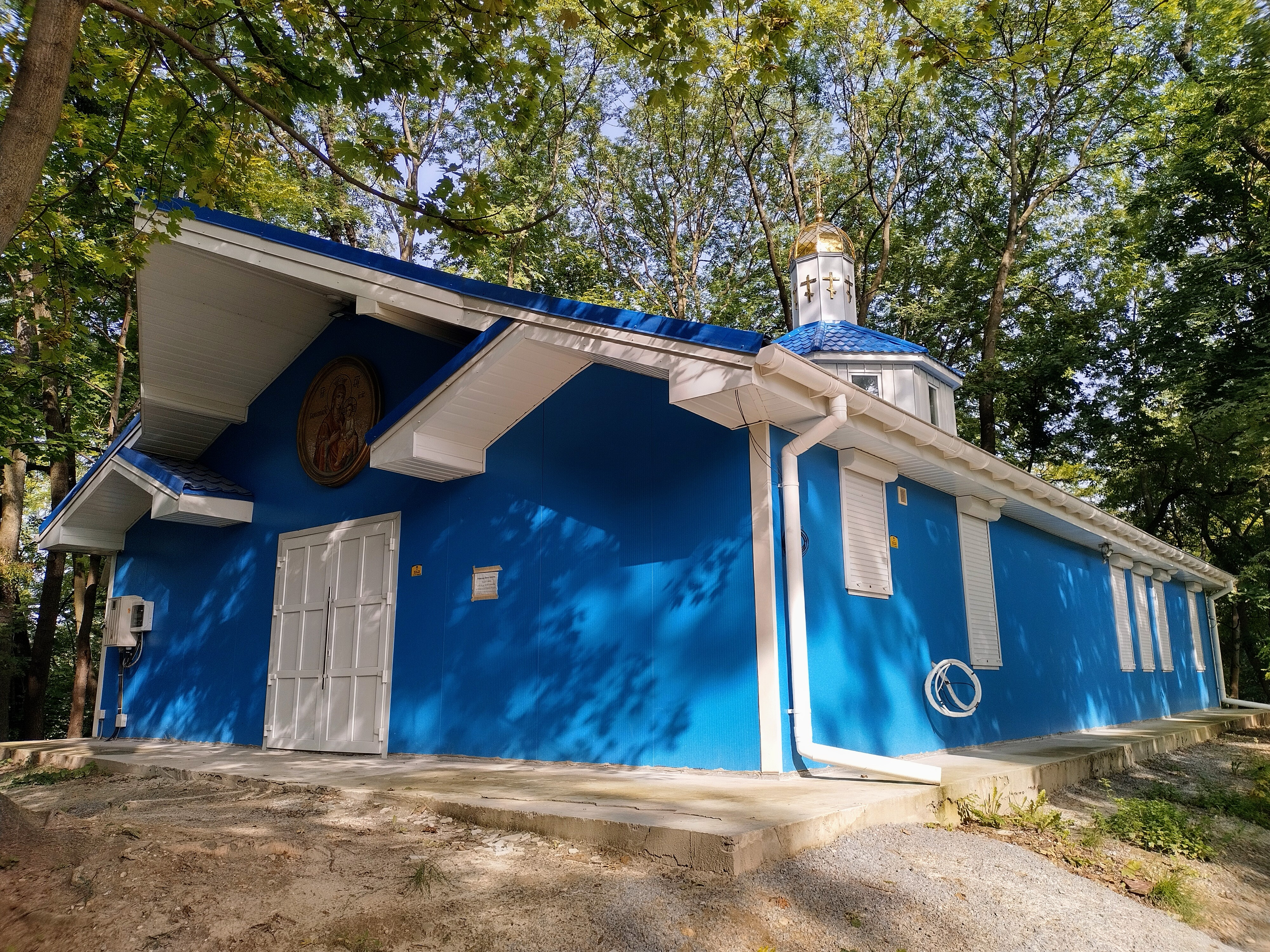
Тимчасова каплиця парафії Ікони Пресвятої Богородиці Скоропослушниці (ПЦУ)

Ще у 1950-х роках в межах цієї ділянки існував Шуманівський або Лижв'ярський став. Лижв'ярами колись називали ковзанярів. 1846 року на ставі Шумана було відкрито купальню з роздягальнею на 20 кабінок. Інструктор навчав відвідувачів плаванню. Узимку водойма перетворювалася на ковзанку. Став осушили разом з перекриттям русла річки Пасіки у 1971—1973 роках під час спорудження будівлі адміністративного корпусу Червоноармійського районного комітету КПРС та районної ради депутатів трудящих (нині — Личаківська районна адміністрація), що нині знаходиться в будинку під № 67. 
7 червня 2018 року, на черговій сесії ЛМР більшістю голосів остаточно прийняли ухвалу, якою релігійній громаді Православної церкви України парафії Ікони Пресвятої Богородиці Скоропослушниці Личаківського району м. Львова надали в постійне користування земельну ділянку площею 0,15 га між вулицями Пекарською та Левицького (навпроти будинку № 67а) для будівництва та обслуговування храму. Наразі зведено тимчасову каплицю у парку ветеринарного університету, яку мають демонтувати після початку будівництва храму.
№ 75а — Львівська військова стоматологічна поліклініка.
№ 81 — житловий будинок, внесений до Реєстру пам'яток архітектури місцевого значення під охоронним № 2162-м.
№ 95 — будинок, в якому у 2004—2022 роках містилося Генеральне консульство Російської Федерації у Львові.
№ 107 — вілла, внесена до Реєстру пам'яток архітектури місцевого значення під охоронним № 2163-м.
№ 111 — заклад дошкільної освіти (дитячий садок) благодійного фонду «Карітас-Львів УГКЦ».

### З парного боку вулиці
№ 4 — житловий будинок у стилі історизму з ознаками класицизму, споруджений орієнтовно у другій половині XIX століття. 1873 року магістрат затвердив проєкт будівничого Сильвестра Берського на встановлення нового даху з вогнетривкої оцинкованої бляхи та відновлення фасаду на замовлення графині Людвіки Нєзабітовської. 
Архітектор Петро Тарнавецький для власника будинку Віктора Слонєвського, 21 квітня 1938 року, виконав проєкт добудови одноповерхового магазину в подвір'ї будинку, який 30 квітня того ж року затвердив магістрат. 30 травня того ж року магістрат дає дозвіл на будівництво магазину. Будова розпочата 4 травня і вже за чотири з половиною місяці, 22 вересня, зведення магазину завершене. Ще до завершення будови, 19 вересня, власник просить дозволу на використання одноповерхового магазину на подвір’ї свого будинку, на що 21 грудня 1938 року магістрат дає дозвіл на використання згідно подання власника на основі затвердженого проєкту.
№ 8 — (колишня адреса — вул. На Рурах, 8, пізніше — Кохановського, 8), на початку XIX століття тут був збудований одноповерховий житловий будинок з ковальською майстернею, який належав Юзефу Жондзку. Пізніше ковальська майстерня, що розташовувалася у подвір'ї будинку виготовляла сітки для ліжок під фірмою Францішека Бендковського. 1878 року за проєктом архітектора Франциска Шірмера збудований дах над офіцинами в будинку. 1922 року за проєктом будівничого Кароля Оляньчука реконструйовано офіцини. 1928 року розібраний старий будинок. 30 липня 1936 року воєводський уряд м. Львова дозволив Поштовій Ощадній Касі будівництво чотириповерхового житлового будинку на цьому місці. Наприкінці 1930-х років житловий будинок для працівників Поштової Ощадної Каси був споруджений у стилі функціоналізму. Нині будинок виконує в основному житлову функцію. Наприкінці 2000-х років на першому поверсі будинку містилися крамниця «Хлібна хата» та ресторан «Суші Каппо Ін». 
№ 14, 16. Кам'яниця Ельстерів — зблокований житловий будинок, що складається з двох кам'яниць, збудованих 1907 року за проєктом архітектора, ймовірно, Тадея Обмінського фірмою Івана Левинського у стилі орнаментальної сецесії на замовлення братів Юзефа та Александера Ельстерів. Будинок внесений до Реєстру пам'яток архітектури місцевого значення під охоронними № 173-м, 990-м.

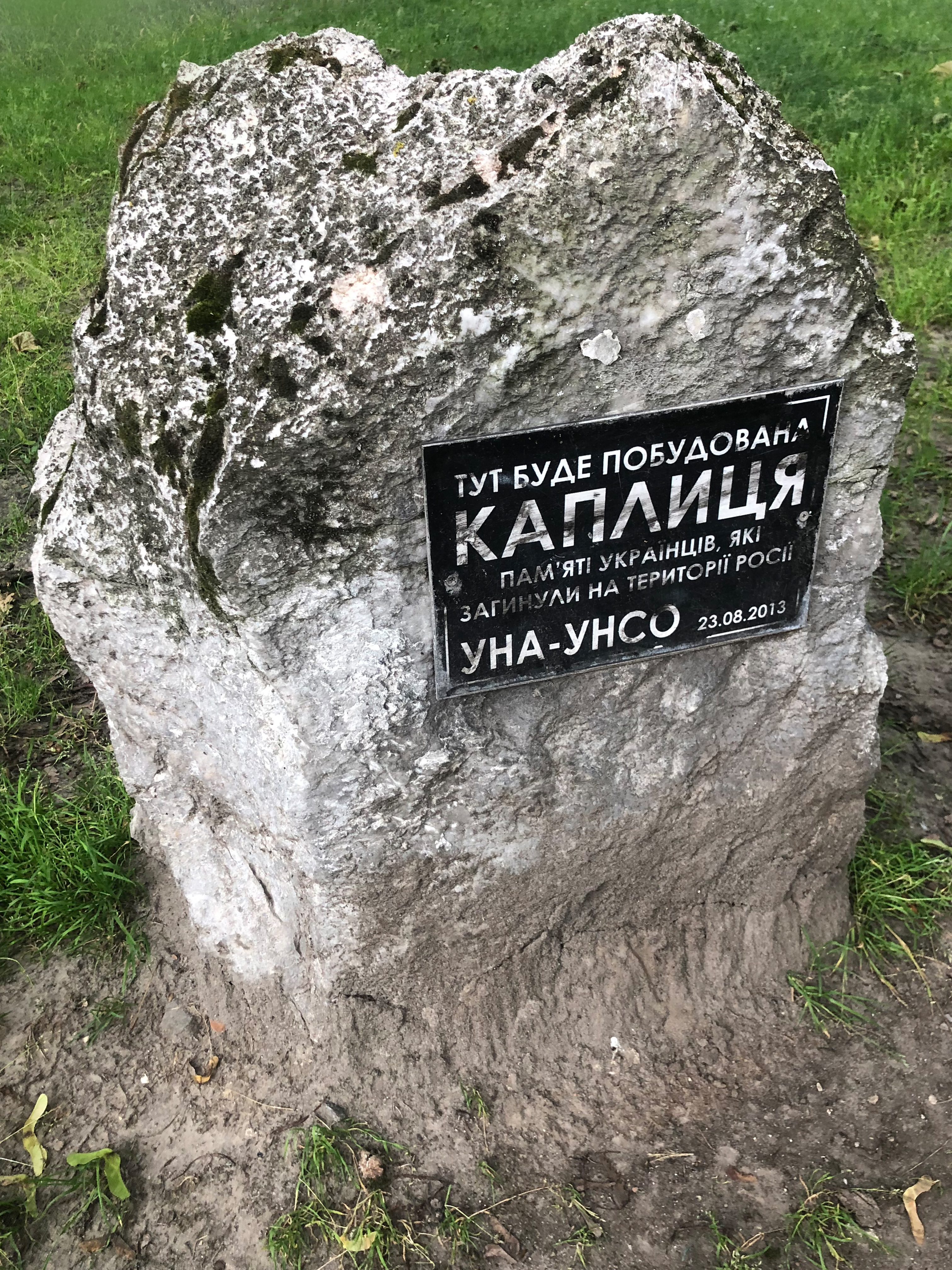
Пам'ятний камінь всім українцям, які загинули в Росії, закладений 2013 року у сквері між вулицями Левицького та Студентською

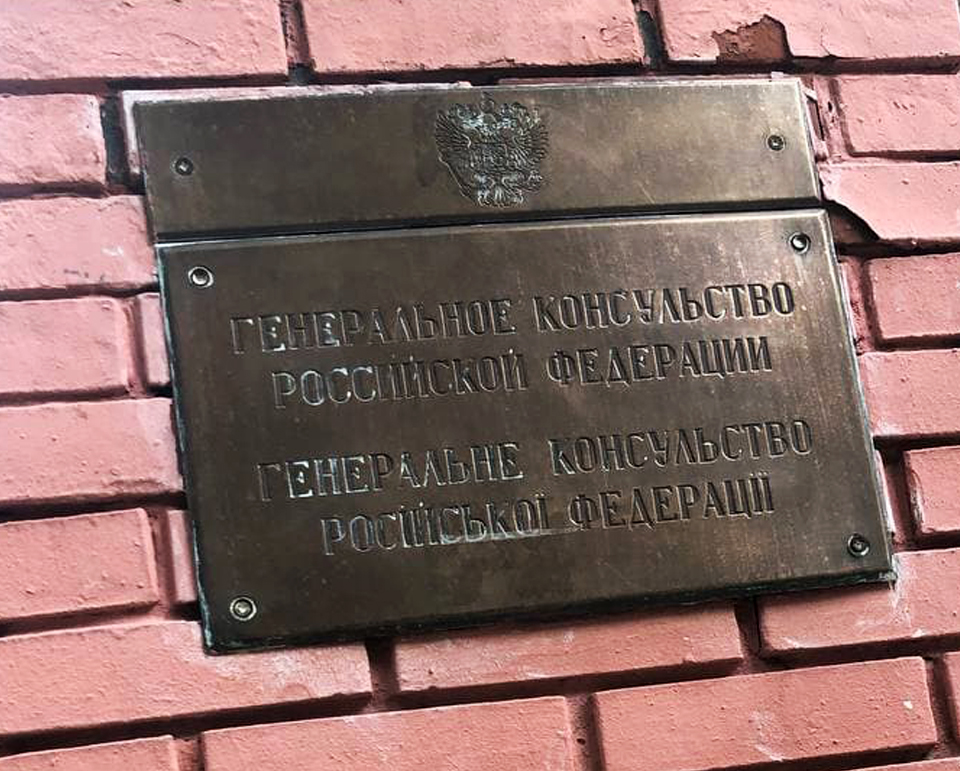
Фрагмент паркану будинку № 95, де у 2004—2022 роках містилося Генеральне консульство Російської Федерації у Львові

№ 18 — житловий будинок збудований у 1875 році за проєктом Йозефа Енґеля-старшого для Євангельської школи в чітких геометричних формах, зі скромним класистичним оздобленням. У 1870-х роках у Львові відбулося витіснення німецької мови в навчальних закладах для заміни її польською. Щоб не асимілюватись, німецька громада створила власну школу при костелі Святої Урсули на вул. Зеленій, яка проіснувала там до 1939 року. За радянських часів тут працювала восьмирічна школа № 24 з польською мовою викладання деяких дисциплін. Нині тут міститься Головне управління Державної казначейської служби України у Львівській області.
№ 22. Кам'яниця Нахтів — житловий будинок, збудований у 1911—1912 роках, на розі сучасних вулиць Левицького та Конопницької, у стилі «раціонального» модерну за проєктом Юзефа Авіна на замовлення братів Арона та Германа Нахтів. Скульптурне оздоблення будинку виконане скульптором Зиґмунтом Курчинським. Мешканцями будинку були здебільшого підприємці та інші заможні львів'яни, такі як, Катажина Оссолінська, власник електротехнічної робітні Вільгельм Реґенштрайф, власник овочарні Антоній Еґерт. У 1930-х роках співвласником кам'яниці став Мозес Рад з Жовкви. У радянський час фасади були пофарбовані у зелений колір. На початку 2010-х років замінено практично всю стильову віконну столярку на металопластикову, чим порушено естетичний вигляд та первісну пластику фасадів. Будинок внесений до Реєстру пам'яток архітектури місцевого значення під охоронним № 176-м. 
№ 26 — житловий будинок, на розі вулиць Конопницької та Левицького, збудований 1914 року за проєктом архітектора Фердинанда Касслера на замовлення Мавриція Каліша. Вестибюль оформлений масивними колонами іонійського ордеру та делікатними рельєфами, подібними на камеї, a з радянських часів — зображенням російської церкви у ніші. Меморіальна таблиця на фасаді повідомляє, що в цьому будинку у 1958—1991 роках мешкав перший мер Львова Богдан Котик. Будинок внесений до Реєстру пам'яток архітектури місцевого значення під охоронним № 1333-м.
№ 34 — власником будинку (інша адреса — вул. Романчука, 1) був український політичний діяч Кость Левицький. У 1896—1900 роках в цьому будинку мешкав професор Львівського університету, голова Наукового Товариства імені Тараса Шевченка, історик і політичний діяч Михайло Грушевський, після свого одруження з Іванною Марією Вояковською. У 2008—2009 роках, під час реконструкції будинку, добудовано третій поверх.
№ 40 — на початку XX століття в одній з квартир в будинку мешкав командир 85-ї піхотної бригади ландверу, а там, де мешкав командир бригади, там само містилася й канцелярія (штаб) відповідного військового підрозділу.
№ 52 — житловий будинок, збудований 1908 року за проєктом архітектора Тадея Обмінського. На першому поверсі нині працює магазин-майстерня «РИХТ». Будинок внесений до Реєстру пам'яток архітектури місцевого значення під охоронним № 2160-м.
№ 76 — житловий будинок, внесений до Реєстру пам'яток архітектури місцевого значення під № 2161-м.
№ 82а — триповерховий будинок збудований у 1970-х роках для управління казначейської служби Прикарпатського військового округа. Від 2011 року тут міститься Управління Державної казначейської служби України у Личаківському районі м. Львова.
№ 98 — двоповерхова кам'яниця на розі з нинішньою вулицею Дніпровською, збудована у 1930-х роках в стилі функціоналізму. будинок внесений до Реєстру пам'яток архітектури місцевого значення під охоронним № 2656-м.
№ 102 — триповерховий житловий будинок. У квітні 2023 року завершена реставрація металевої брами будинку. Тут була втрачена автентична фурнітура, а замість засклення були металеві листи. Роботи, які виконували у межах міської Програми співфінансування відновлення цінних елементів в історичних будинках, тривали три місяці.
№ 106 — у цьому будинку (інша адреса — вул. Івасюка, 2) у 1973—1979 роках мешкав композитор та поет Володимир Івасюк. В пам'ять про це на будинку встановлено меморіальну таблицю, авторства скульптора Миколи Посікіри та архітектора Василя Каменщика.
№ 110 — вілла, у якій нині працює медичний центр «Горицвіт».
№ 112. У віллі, збудований у першій чверті XX століття, розташований гостинний дім «Андріївський» — готель-садиба, інтер'єр якого виконаний у замковому стилі. 23 серпня 2013 року у сквері поруч було закладено камінь, на місці якого планується будівництво каплички в пам'ять українців, які загинули на території Росії. 
№ 112а — вілла, внесена до Реєстру пам'яток архітектури місцевого значення під № 2657-м.
№ 116, 118, 120, 122 — двоповерхові кам'яниці, що розташовані з парного боку вулиці за перехрестям з вулицями Студентською та Мечникова, збудованих у 1930-х років в стилі функціоналізму. Серед них оригінальністю фасаду вирізняється будинок під № 120, збудований 1936 року за проєктом архітектора Євгена Нагірного. Нині одне з приміщень першого поверху будинку № 116 займає аптечна крамниця ТОВ «Аптека № 37».